# Francesc Boronat i Cano
Boronat  Cano est un nom espagnol. Le premier nom de famille, en général paternel, est Boronat ; le second, en général maternel, souvent omis, est Cano.
Francesc Boronat Cano, né le 18 novembre 1932 à Barcelone et mort le 13 mars 2003 dans la même ville,, est un international espagnol de rink hockey des années 1940 et 1950.

## Parours
Francesc Boronat Cano commence à jouer au rink hockey à 15 ans, au Catalunya Club d'Hoquei, que se situait sur le terrain de Turó. Ensuite, il joue au Caspe, Valldèmia et Esc. Comerç, et en 1953 il signe au RCD Espanyol. En 1957, il se marie et il reste éloigné des terrains pendant un an. Il met un terme à sa carrière en 1960, après avoir été champion du monde. 
Il joue 112 matchs internationaux entre 1954 et 1960 avec la sélection espagnole. 
Son palmarès comprend 4 championnats de Catalogne, 4 d'Espagne, 2 du Monde (1954 à Barcelone et 1955 à Milan), 1 d'Europe (1957), 3 coupes latines et trois coupes des Nations.
Par la suite, il devient sélectionneur de l'équipe d'Espagne, entre 1962 et 1966, et gagne deux nouveaux championnats du monde en 1964 et 1966. Il est, donc, champion du Monde à la fois en tant que joueur qu'en tant que sélectionneur.

## Palmarès

### RCD Espagnol
- Championnat de Catalogne:
  - 1953, 1955, 1956, 1958
- Championnat d'Espagne :
  - 1954, 1955, 1956, 1957
- Coupe des Nations :
  - 1954

### Espagne
- Championnat du Monde :
  - 1954, 1955
- Championnat d'Europe :
  - 1957
- Coupe des Nations :
  - 1957, 1960
- Coupe Latine:
  - 1958